# Слободка (Приморский район)
Слободка — деревня в Приморском районе Архангельской области России. Входит в состав Лисестровского сельского поселения (муниципальное образование «Лисестровское»).

## Географическое положение
Деревня расположена на правом берегу реки Лесная, вплотную к другому населённому пункту Лисестровского сельского поселения, деревне Мыза. На северо-запад из Слободки выходит дорога, соединяющая её с ещё одним населённым пунктом, деревней Ширша. В полукилометре к югу проложены железнодорожные пути, соединяющие город Новодвинск и станцию Исакогорка.

## Население
Численность населения деревни, по данным Всероссийской переписи населения 2010 года, составляла 3 человека. 
| Население                            | на 1 января 2010 года |
| ------------------------------------ | --------------------- |
| В возрасте до 16 лет                 | 0                     |
| Трудовые ресурсы (из них работающих) | 5 (5)                 |
| Пенсионеры                           | 4                     |
| Всего                                | 9                     |
| Прибыло / выбыло (за год)            | 1 / 1                 |
| Родилось / умерло (за год)           | 0 / 0                 |

## Инфраструктура
Жилищный фонд деревни составляет 1 тыс. м². Объекты социальной сферы и стационарного торгового обслуживания населения на территории населённого пункта отсутствуют.